# Viviers-du-Lac
Viviers-du-Lac – miejscowość i gmina we Francji, w regionie Owernia-Rodan-Alpy, w departamencie Sabaudia.
Według danych na rok 1990 gminę zamieszkiwały 1144 osoby, a gęstość zaludnienia wynosiła 290 osób/km² (wśród 2880 gmin regionu Rodan-Alpy Viviers-du-Lac plasuje się na 710. miejscu pod względem liczby ludności, natomiast pod względem powierzchni na miejscu 1591.).

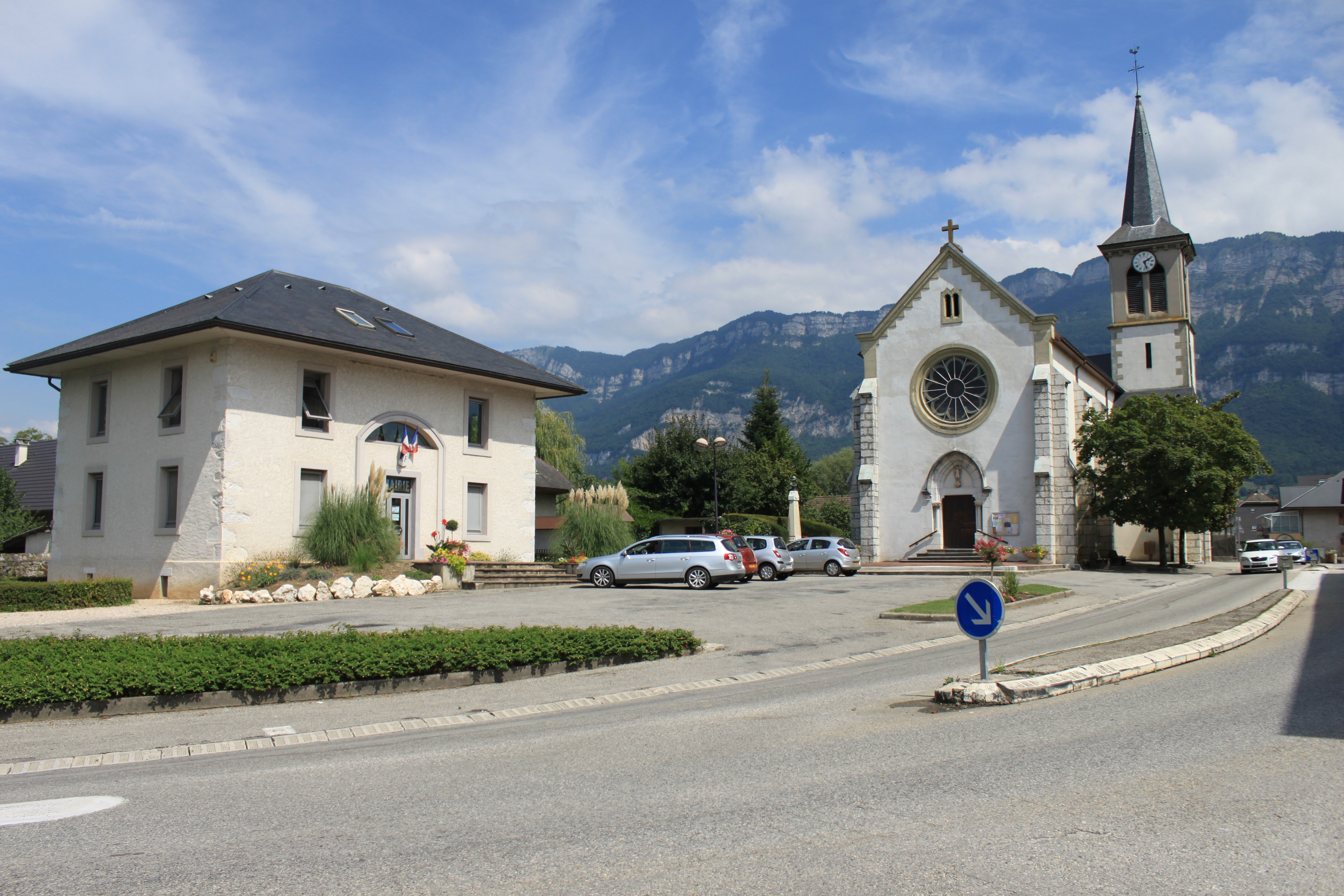
Merostwo i kościół w Viviers-du-Lac, 2010
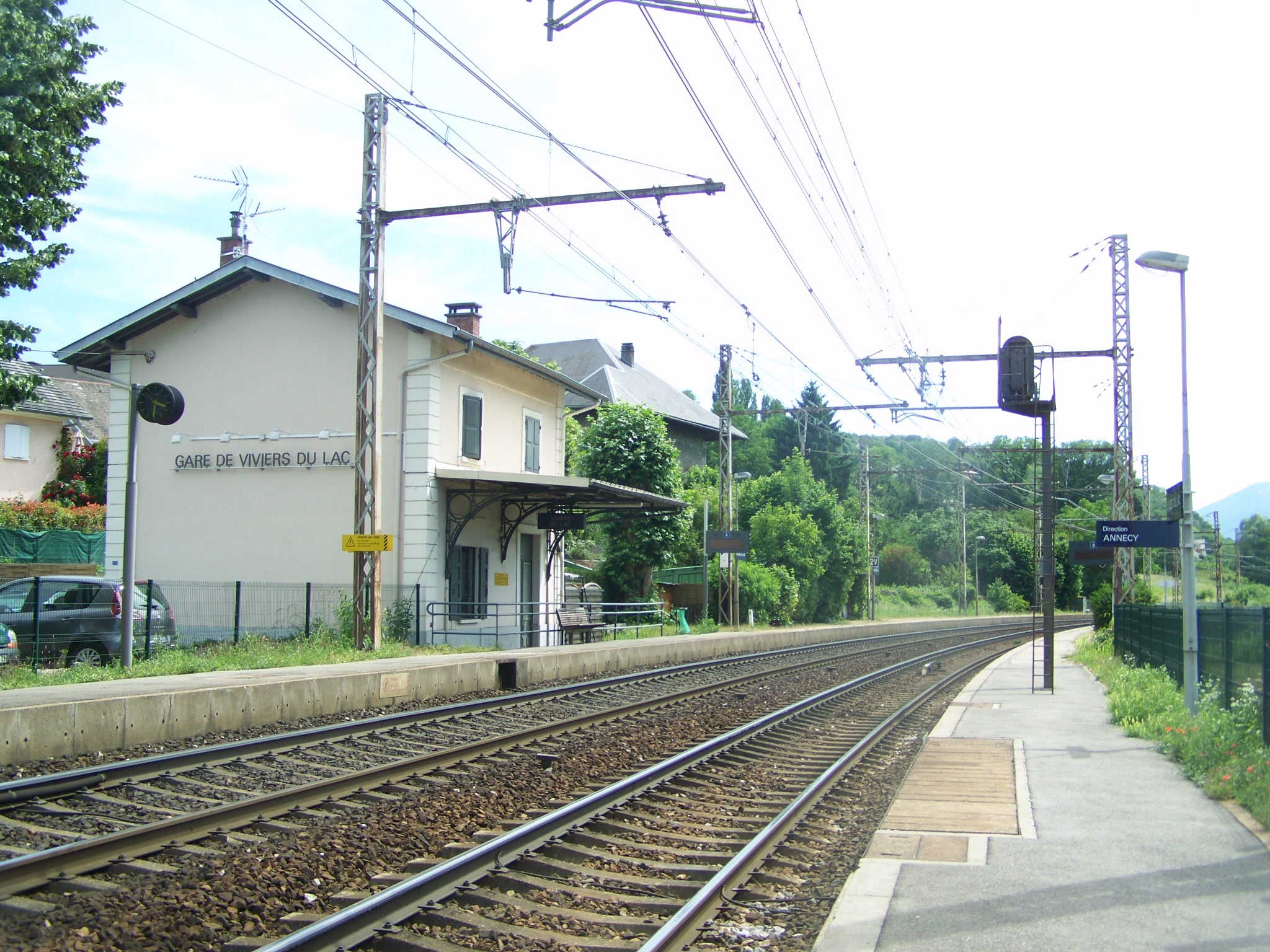
Stacja kolejowa w Viviers-du-Lac, 2011